# Gerald Stern

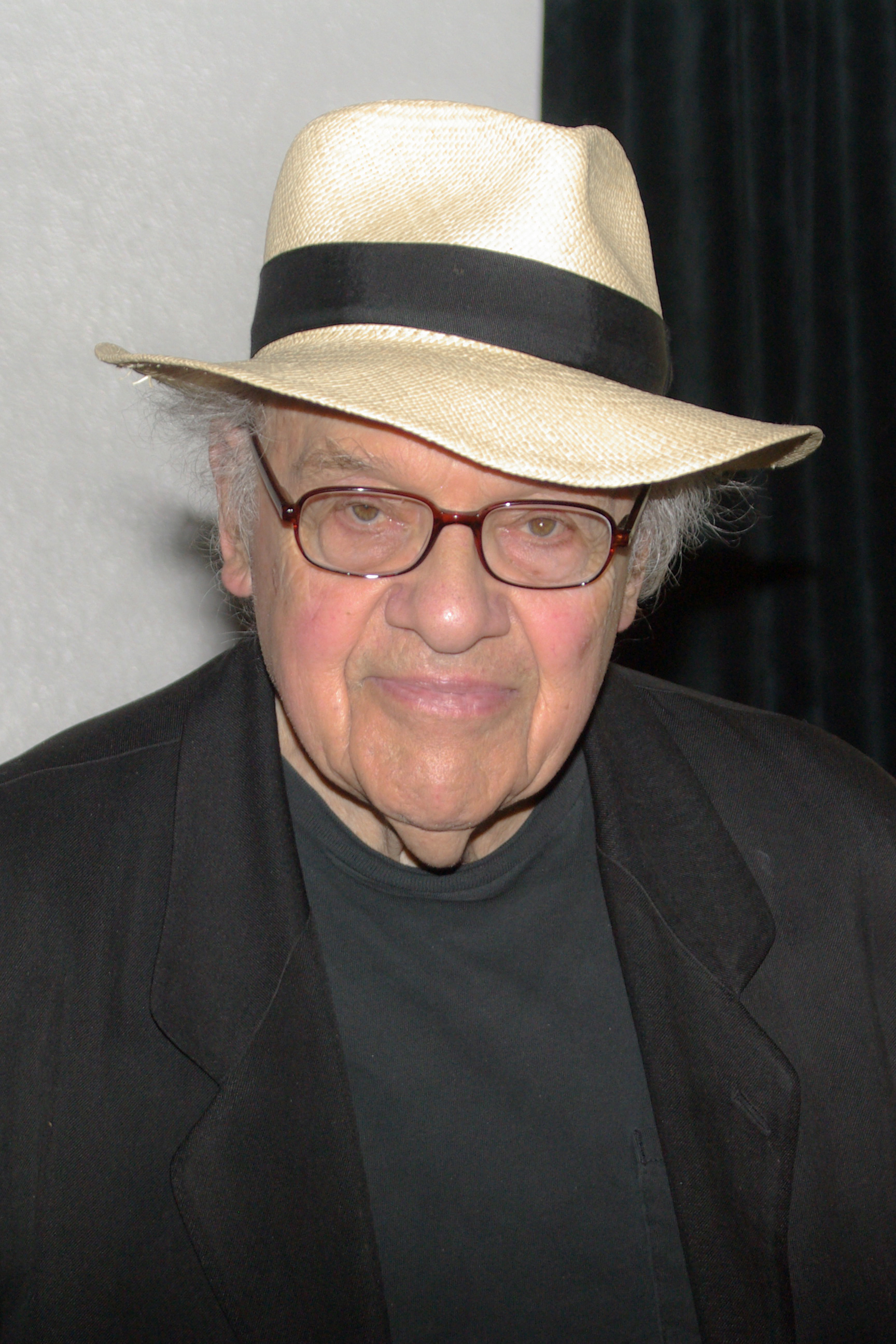
Gerald Stern (2011)

Gerald Stern (* 22. Februar 1925 in Pittsburgh, Pennsylvania; † 27. Oktober 2022 oder 28. Oktober 2022 in New York City, New York) war ein US-amerikanischer Lyriker, Erzähler und Essayist.

## Leben
Stern war der Sohn polnischer und ukrainischer Einwanderer. Er studierte an der University of Pittsburgh, der Columbia University und der Universität Paris. Er veröffentlichte Gedichte, seitdem er Anfang zwanzig war. Stern lehrte am Iowa Writers’ Workshop, an der Temple University, am New England College, wo er Mitbegründer des Studienganges Masters of Fine Arts in Poetry war, und an der Drew University. 1995 ging er in den Ruhestand.
Stern hatte zwei Kinder. Er war mit der Dichterin Anne-Marie Macari verheiratet. Das Paar lebte in Lambert, New Jersey, einer Kleinstadt am Delaware River. Gerald Stern starb im Oktober 2022 im Alter von 97 Jahren.

## Rezeption
Stern erhielt für seine Werke zahlreiche Auszeichnungen. Kritiker sehen ihn aufgrund der offenen Form seiner Gedichte mit ihren oft langen Zeilen in der Tradition Walt Whitmans und lobten Sterns Fähigkeit, den Leser mit seinen Gedichten zu berühren und zu verändern. Ungeachtet ihres Geschichtsbewusstseins seien seine Gedichte immer optimistisch; moralisch stark, doch humorvoll. Sein Werk hat Bezüge zu verschiedenen Ausprägungen der jüdischen Mystik, aber auch zu einem modernen Judentum der amerikanischen Ostküste.

“Gerald Stern has made an immense contribution to American poetry. His poems are not only great poems, memorable ones, but ones that get into your heart and stay there. Their lyrical ecstasies take you up for that moment so that your vision is changed, you are changed. The voice is intimate, someone unafraid to be imperfect. Gerald Stern’s poems sing in praise of the natural world, and in outrage of whatever is antihuman.”

„Gerald Stern hat einen immensen Beitrag zur amerikanischen Lyrik geleistet. Seine Gedichte sind nicht nur großartig und erinnernswert, sondern solche, die in dein Herz gehen und dort bleiben. Ihre lyrischen Ekstasen erheben dich für einen Moment, so dass deine Sicht sich ändert, du dich änderst. Ihre Stimme ist vertraut, jemand der sich nicht fürchtet, unvollkommen zu sein. Gerald Sterns Gedichte singen das Loblied auf die natürliche Welt und in Wut über alles Unmenschliche.“

“Gerald Stern’s poems are astonishing; they have profound suppleness, tenderness, and power. When we finish one of these American sonnets, we laugh or cry out loud, incredulous. Each one seems to begin in pure freedom, then the last line, like a magnet, turns out to have been pulling the whole poem toward itself with the momentum of history and eros. The work is both intimate and inclusive, and the implied reader seems to be unusually present to the speaker’s spirit! The poems are alive with passion and with ironic energy, an irony so in love with the earth it seems to need a new name – milk and honey irony – and yet the tragic knowledge of the world here is hard as iron. This is the great art of a fierce mourning ecstatic, whose genius nourishes us.”

„Gerald Sterns Gedichte sind erstaunlich; Sie haben tiefe Geschmeidigkeit, Zärtlichkeit und Kraft. Wenn wir eines dieser amerikanischen Sonette gelesen haben, lachen oder weinen wir ungläubig. Jedes Gedicht scheint in vollkommener Freiheit zu beginnen, dann zeigt sich, dass die letzte Zeile – wie ein Magnet – das ganze Gedicht mit dem Schwung von Geschichte und Eros zu sich selbst hingezogen hat. Die Arbeit ist sowohl intim als auch inklusiv, der implizierte Leser scheint dem Geist des Sprechers auf ungewohnte Art bewusst zu sein! Die Gedichte sind lebendig mit Leidenschaft und mit ironischer Energie, einer Ironie, die so in die Erde verliebt ist, dass sie einen neuen Namen zu brauchen scheint – eine Milch-und-Honig-Ironie – und doch ist das tragische Wissen der Welt hier hart wie Eisen. Das ist die große Kunst einer heftigen, beweinenden Ekstase, deren Genialität uns nährt.“

## Auszeichnungen (Auswahl)
- 1980 Guggenheim-Stipendium[5]
- 1991 Finalist des Pulitzer-Preis/Dichtung (mit: Leaving Another Kingdom)[6]
- 1998 National Book Award for Poetry (für: This Time: New and Selected Poems)[7]
- 2000 New Jersey Poet Laureate[8]
- 2003 Finalist des Griffin Poetry Prize (mit: American Sonnets: poems)[9]
- 2005 National Jewish Book Award (für: Everything is Burning: Poems)[10]
- 2005 Chancellor der Academy of American Poets[11]
- 2006 Finalist des Neustadt International Prize for Literature[12]
- 2012 Mitglied der American Academy of Arts and Sciences[13]
- 2012 Bobbitt National Prize for Poetry der Library of Congress (für: Early Collected Poems: 1965–1992)[14]
- 2014 Frost Medal (für das Lebenswerk)[15]

## Werke
- Rejoicings, 1973
- Lucky Life, 1977
- The Red Coal, 1981
- Paradise Poems, 1984
- Lovesick, 1987
- Two Long Poems, 1990
- Leaving Another Kingdom: Selected Poems, 1990
- Bread Without Sugar, 1992
- Odd Mercy, 1995
- This Time: New and Selected Poems, 1998
- Last Blue: Poems, 2000
- American Sonnets, 2002
- What I Can’t Bear Losing: Notes From a Life, 2003 (Essays)
- Not Good After All, 2004 (Aphorismen und Kurzgeschichten)
- Everything Is Burning, 2005
- Save the Last Dance: Poems, 2008
- A Guest at the World’s Table, 2009 (Essays)
- Early Collected Poems: 1965–1992, 2010
- Stealing History, 2012
- In Beauty Bright: Poems, 2012
- Divine Nothingness: Poems, 2014